# Blackburn Rovers LFC
A Blackburn Rovers Ladies FC labdarúgó csapatát 1991-ben hozták létre. Az angol női másodosztályú bajnokság, a Championship tagja.

## Klubtörténet
A klub a Blackburn Rovers FC női szakágaként 1991-ben jött létre. Első sikereit 1998-ban érte el, amikor a National League résztvevőivé váltak. A harmadosztályban hamar a középmezőny csapatai közé ékelődtek és a 2003–04-es szezonban 100%-os bajnoki menetelést követően már a második vonalban találták magukat.
Bemutatkozó idényükben a harmadik helyen végeztek, majd 2006-ban veretlenül abszolválták az idényt.
Első Premier League szezonjukban sem vallottak szégyent és a hatodik hellyel biztosították bentmaradásukat. 
2010-ben a liga átalakítása után nem tudták vállalni az elit ligát, így a másodosztályban folytatták szereplésüket, ahol végül a hetedik, kieső helyen végeztek. Az National League Északi osztályában az egyik meghatározó együttes szerepét vették át, 2016-tól 2019-ig pedig mindhárom alkalommal feljutóként végeztek, azonban a másodosztályú részvételre 2020-ig kellett várniuk. 

## Játékoskeret
2022. január 18-tól
| #  |     | Poszt | Név                                               |
| -- | --- | ----- | ------------------------------------------------- |
| 1  | ENG | K     | Alexandra Brooks                                  |
| 13 | ENG | K     | Eleanor Heeps (kölcsönben a Tottenham Hotspurtől) |
| 2  | ENG | V     | Chelsey Jukes                                     |
| 3  | ENG | V     | Katie Anderson                                    |
| 5  | ENG | V     | Helen Seed                                        |
| 6  | ENG | V     | Jade Richards                                     |
| 12 | ENG | V     | Kayleigh McDonald                                 |
| 15 | ENG | V     | Hannah Coan                                       |
| 20 | ENG | V     | Milly Robertson                                   |
| 4  | ENG | KP    | Natasha Fenton                                    |
| 8  | ENG | KP    | Emma Doyle                                        |
| 10 | ENG | KP    | Annabel Blanchard                                 |

| #  |     | Poszt | Név                                                |
| -- | --- | ----- | -------------------------------------------------- |
| 17 | ENG | KP    | Millie Chandarana                                  |
| 18 | ENG | KP    | Meg Boydell                                        |
| 22 | ENG | KP    | Aimee Hodgson                                      |
| 24 | WAL | KP    | Chloe Williams (kölcsönben a Manchester Unitedtől) |
| 7  | ENG | CS    | Chloe Dixon                                        |
| 9  | ENG | CS    | Saffron Jordan ()                                  |
| 11 | ENG | CS    | Megan Hornby                                       |
| 19 | ENG | CS    | Farah Crompton                                     |
| 21 | ENG | CS    | Lauren Thomas                                      |
| 23 | WAL | CS    | Ellie Leek                                         |
| 26 | ENG | CS    | Amaya Coleman-Evans                                |

### Kölcsönben
| #  |     | Poszt | Név                                            |
| -- | --- | ----- | ---------------------------------------------- |
| 14 | ENG | V     | Isobel Dean (kölcsönben a Brighouse Town-nál)  |
| 16 | ENG | KP    | Mia Parry (kölcsönben a Huddersfield Town-nál) |